# Будинок на вулиці Словацького, 2/4 (Львів)
Кам′яниця Барда — будинок на вулиці Словацького у Львові під номерами 2 та 4. Пам'ятка архітектури місцевого значення № 754-м.

## Опис
П'ятиповерховий будинок, з двома під'їздами, який розділили умовно на два будинки, під номерами 2 та 4. Сильно виділяється з-поміж трьох-чотирьох поверхової забудови кварталу. Межує з будинками на вулиці Словацького, 6 та вулиці Коперника, 32.

## Історія
На місці, де розташована кам'яниця, стояв більш давніший двоповерховий будинок. Наказ на його знесення був підписаний 12 березня 1912 року львівським магістратом. Коли його демонтували, одразу розпочалося будівництво елітної п'ятиповерхової кам'яниці на замовлення Генриха Барда. Будівництвом зайнявся молодий архітектор Юзеф Авін. Усі необхідні документи були затверджені 24 серпня 1912 року, і вже 20 листопада 1913 року будівництво було завершено.
По завершенню будівництва, будівля одразу привернула увагу заможних львів'ян, адже демонструвала справжній великоміський розмах. В будинку було застосовано найкращі та новітні матеріали, централізоване опалення, ліфт, міжповерхове перекриття на металевих опорах. Краси будинку додають коштовні скульптурні оздоби, які виконав скульптор-монументаліст Зигмунт Курчинський.
У міжвоєнний період власником будинку стає Герман Аксельбрад, а приміщення на першому поверсі орендувала фірма з виготовлення лабораторних приладів «Адольф Пфюцнер і сини».
Тепер кам'яниця виконує функції звичайного багатоквартирного житлового будинку, а на першому поверсі містяться кафе «Пиріжкова» та відділення Першого Українського міжнародного банку.

## Архітектура
Симетричний фасад в якому домінують два призматичні еркери, між якими на другому і третьому поверхах розташовані балкони. На рівні кожного поверху еркери мають по три вузьких віконних прорізи, розділені смугами лізен. На п'ятому поверсі лоджії, над якими надбудований масивний фронтон з овальним вікном.